# Ray Barra
Ray Barra (* 3. Januar 1930 in San Francisco; † 26. März 2025 in Marbella) war ein amerikanischer Balletttänzer, Ballettmeister und Ballettdirektor.

## Leben und Wirken
Ray Barra wirkte als Solist des American Ballet Theatre und als Solotänzer des Stuttgarter Balletts, wo er als Protagonist der Choreographien von John Cranko bekannt wurde. Unter seinen wichtigsten Rollen war der Romeo in Romeo und Julia mit Marcia Haydée als Julia.
Nach seinem verletzungsbedingten Ausscheiden als aktiver Tänzer arbeitete er als Ballettmeister mit dem Staatsballett Berlin, dem Ballett der Oper Frankfurt, dem Hamburg Ballett und dem Ballet Nacional de España. Am  26. März 2025 starb er im Alter von 95 Jahren in Marbella.